# Atak ze spodziewanym tekstem jawnym
Atak ze spodziewanym tekstem jest metodą bardzo zbliżoną do ataku ze znanym tekstem jawnym, choć nieco słabszą (jej siła rośnie wraz z czasem stosowania).
Polega on na tym, że atakujący co prawda nie zna dokładnego brzmienia tekstu jawnego, ale jest w stanie je przewidzieć z dużym prawdopodobieństwem na podstawie takich informacji, jak znajomość okoliczności nadania przekazu, cechy nadawcy etc.
Metoda ta była stosowana do łamania szyfru Enigmy, kiedy alianccy kryptolodzy wiedzieli, że np. depesza nadana przez konkretny sztab o określonej godzinie będzie zawierała informacje meteorologiczne dla podległych jednostek na dodatek zapisywane bardzo sformalizowanym językiem.
Każdy szyfr odporny na atak ze znanym tekstem jawnym jest również odporny na ten atak.